# 恰什尼基區
恰什尼基區（羅馬化：Chashnikskiy rayon）是白俄羅斯北部维捷布斯克州的一個區，行政中心为恰什尼基，面積1,481.12平方公里，2009年人口35,043，人口密度每平方公里23.66人。